# Rayon de Larmor
Le rayon de Larmor est un concept physique permettant de décrire le mouvement d'une particule chargée soumise à un champ magnétique constant. En effet, cette particule acquiert un mouvement circulaire caractérisé par son rayon.

L'expression de ce rayon dépend de la charge de la particule {\displaystyle Z\times e}, de sa masse au repos {\displaystyle m_{0}}, de son énergie cinétique {\displaystyle T}, et de la valeur {\displaystyle B} du champ magnétique.

## En mécanique classique

Trajectoire d'une particule chargée le long d'une ligne de champ (ligne verticale). Plus la masse de la particule est importante et plus la charge est faible, plus le rayon de Larmor est grand. Si la masse est nulle, la particule suit la ligne de champ. Plus le champ est fort et plus le rayon de Larmor est petit.

Le rayon de Larmor en mécanique classique s'écrit :

| {\displaystyle R={\frac {\sqrt {2m_{0}T}}{ZeB}}}. |

| Démonstration : |
|                 |

|    | {\displaystyle m_{0}{\ddot {x}}+ZeB{\dot {y}}=0}  |
| et | {\displaystyle m_{0}{\ddot {y}}-ZeB{\dot {x}}=0}. |

|    | {\displaystyle {\ddot {X}}-i\omega _{0}{\dot {X}}=0} |
| et | {\displaystyle {\ddot {Y}}+i\omega _{0}{\dot {Y}}=0} |

|    | {\displaystyle {\dot {x}}=v_{0}cos(\omega _{0}t)} |
| et | {\displaystyle {\dot {y}}=v_{0}sin(\omega _{0}t)} |

|    | {\displaystyle x={\frac {v_{0}}{\omega _{0}}}sin(\omega _{0}t)}  |
| et | {\displaystyle y=-{\frac {v_{0}}{\omega _{0}}}cos(\omega _{0}t)} |

## En mécanique relativiste
Le passage en mécanique relativiste fait intervenir la grandeur {\displaystyle \gamma =\left(1-{\frac {v^{2}}{c^{2}}}\right)^{-{\frac {1}{2}}}} (le facteur de Lorentz). En effet, il faut remplacer, dans l'expression du principe fondamental de la dynamique, la masse au repos {\displaystyle m_{0}} par la masse effective {\displaystyle m=\gamma m_{0}}. En reprenant la démonstration dans le cas classique, il faut préciser que la vitesse (ou bien {\displaystyle {\dot {X}}{\dot {Y}}}) est constante au cours du mouvement. Ainsi, {\displaystyle \gamma } est aussi constant, et on peut reprendre le résultat {\displaystyle R={\frac {v_{0}}{\omega }}={\frac {\gamma m_{0}v_{0}}{ZeB}}}. Finalement, comme la mécanique relativiste nous apprend que {\displaystyle T=(\gamma -1)m_{0}c^{2}}, on obtient la formule :

| {\displaystyle R={\frac {m_{0}c}{ZeB}}{\sqrt {\left({\frac {T+m_{0}c^{2}}{m_{0}c^{2}}}\right)^{2}-1}}={\frac {m_{0}c\beta \gamma }{ZeB}}}. |

Remarque :
Pour retrouver la formule classique, il suffit de considérer l'énergie cinétique comme petite par rapport à l'énergie de masse au repos. On peut alors développer au premier ordre l'argument entre parenthèses sous la racine carrée.